# Le Burgaud
Le Burgaud är en kommun i departementet Haute-Garonne i regionen Occitanien i södra Frankrike. Kommunen ligger i kantonen Grenade som tillhör arrondissementet Toulouse. År 2022 hade Le Burgaud 937 invånare.

## Befolkningsutveckling
Antalet invånare i kommunen Le Burgaud
Referens:INSEE